# Alejandro Valdés
Alejandro Enrique Valdés Tobier (ur. 18 listopada 1988) – kubański zapaśnik walczący w stylu wolnym. Trzykrotny olimpijczyk. Zajął siódme miejsce w Rio de Janeiro 2016 w kategorii 65 kg, dziesiąte w Tokio 2020 w wadze 65 kg i jedenaste w Paryżu 2024 w kategorii 65 kg.
Brązowy medalista mistrzostw świata w 2017 i 2018 roku. 
Mistrz igrzysk panamerykańskich w 2019 i 2023. Złoto mistrzostw panamerykańskich w 2010, 2013 i 2014. Mistrz igrzysk Ameryki Środkowej i Karaibów w 2018 i 2023; drugi w 2014. Trzeci w Pucharze Świata w 2011; czwarty w 2018; piąty w 2019 i siódmy w 2009. Wicemistrz świata juniorów z 2008 roku.